# إستر غوردي إدواردز
إستر غوردي إدواردز (بالإنجليزية: Esther Gordy Edwards)‏ هي سيدة أعمال أمريكية، ولدت في 25 أبريل 1920، وتوفيت في 24 أغسطس 2011.